# Aladdin (musical 2011)
Aladdin è un musical basato sul film d'animazione Disney del 1992 Aladdin con musiche di Alan Menken e testi di Howard Ashman, Tim Rice e Chad Beguelin. Beguelin scrive anche il libretto. Il musical include tre canzoni scritte per il film da Ashman e quattro nuove canzoni scritte da Menken e Beguelin. La storia segue la tipica fiaba di Aladdin, di come il giovane ragazzo povero scopre il genio nella lampada e utilizza i desideri per sposare la principessa Jasmine che ama e per fermare il malvagio Jafar, Gran Visir del sultano.
Aladdin ha la prima al 5th Avenue Theatre a Seattle nel 2011. Dopo diverse produzioni regionali e internazionali nel 2012, il musical ha delle prove a Toronto nel 2013. Apre a Broadway al New Amsterdam Theatre il 20 marzo 2014 venendo candidato a cinque Tony Award.